# Melsjön, Östergötland
Melsjön är en sjö i Motala kommun i Östergötland och ingår i Motala ströms huvudavrinningsområde. Sjön har en area på 0,165 kvadratkilometer och ligger 123,8 meter över havet.

## Delavrinningsområde
Melsjön ingår i det delavrinningsområde (652039-146892) som SMHI kallar för Mynnar i Storsjön. Medelhöjden är 130 meter över havet och ytan är 39,41 kvadratkilometer. Det finns inga avrinningsområden uppströms utan avrinningsområdet är högsta punkten. Vattendraget som avvattnar avrinningsområdet har biflödesordning 4, vilket innebär att vattnet flödar genom totalt 4 vattendrag innan det når havet efter 92 kilometer. Avrinningsområdet består mestadels av skog (68 procent) och jordbruk (15 procent). Avrinningsområdet har 0,36 kvadratkilometer vattenytor vilket ger det en sjöprocent på 0,9 procent.